# Розльотівська сільська рада
Розльо́тівська сільська́ ра́да — адміністративно-територіальна одиниця та орган місцевого самоврядування в Коропському районі Чернігівської області. Адміністративний центр — село Розльоти.

## Загальні відомості
- Територія ради: 27,358 км²
- Населення ради: 305 осіб (станом на 2001 рік)

Розльотівська сільська рада зареєстрована 1924 року. Стала однією з 25-ти сільських рад Коропського району і одна з 8-ми, яка складається з одного населеного пункту.

## Населені пункти
Сільській раді підпорядковані населені пункти:
- с. Розльоти

## Склад ради
Рада складається з 12 депутатів та голови.
- Голова ради: Четверик Сергій Миколайович
- Секретар ради: Мерин Наталія Миколаївна

### Керівний склад попередніх скликань
| Прізвище, ім'я, по батькові | Основні відомості                                                                                   | Дата обрання | Дата звільнення |
| --------------------------- | --------------------------------------------------------------------------------------------------- | ------------ | --------------- |
| Четверик Сергій Миколайович | Сільський голова, 1979 року народження, освіта середня спеціальна, член Української Народної Партії | 26.03.2006   | 31.10.2010      |
| Четверик Сергій Миколайович | Сільський голова, 1979 року народження, освіта середня спеціальна, безпартійний                     | 31.10.2010   |                 |

Примітка: таблиця складена за даними сайту Верховної Ради України

### Депутати
За результатами місцевих виборів 2010 року депутатами ради стали:

#### За суб'єктами висування
| Суб'єкт висування | Кількість обраних депутатів | %    |
| ----------------- | --------------------------- | ---- |
| Самовисування     | 7                           | 58,3 |
| Партія регіонів   | 5                           | 41,7 |

#### За округами
| № округу        | Прізвище, ім'я, по батькові   | Дата визнання обраним | Освіта             | Партійна приналежність                        | Відомості про обраного депутата                                                     |
| --------------- | ----------------------------- | --------------------- | ------------------ | --------------------------------------------- | ----------------------------------------------------------------------------------- |
| Партія регіонів |                               |                       |                    |                                               |                                                                                     |
| 5               | Кирянова Наталія Григорівна   | 01.11.2010            | вища               | член Партії регіонів                          | Радичівська загальноосвітня школа І-ІІІ ст., вчитель української мови та літератури |
| 6               | Лущик Ганна Михайлівна        | 01.11.2010            | середня спеціальна | член Партії регіонів                          | пенсіонер                                                                           |
| 7               | Малашта Ганна Дмитрівна       | 01.11.2010            | середня            | член Партії регіонів                          | пенсіонер                                                                           |
| 8               | Губаренко Валентина Іванівна  | 01.11.2010            | середня            | член Партії регіонів                          | пенсіонер                                                                           |
| 12              | Клименко Наталія Вікторівна   | 01.11.2010            | середня спеціальна | член Партії регіонів                          | ПП «Юрів», продавець                                                                |
| Самовисування   |                               |                       |                    |                                               |                                                                                     |
| 1               | Тихоновська Тетяна Михайлівна | 01.11.2010            | середня спеціальна | член Всеукраїнського об'єднання «Батьківщина» | пенсіонер                                                                           |
| 2               | Мерин Наталія Миколаївна      | 01.11.2010            | середня спеціальна | позапартійна                                  | ПП «Юрів», продавець                                                                |
| 3               | Пилипенко Галина Михайлівна   | 01.11.2010            | середня спеціальна | член Всеукраїнського об'єднання «Батьківщина» | Розльотівська сільська рада, спеціаліст 2 категорії                                 |
| 4               | Четверик Ігор Валерійович     | 01.11.2010            | середня            | позапартійний                                 | тимчасово не працює                                                                 |
| 9               | Трухан Тамара Борисівна       | 01.11.2010            | середня            | позапартійна                                  | Розльотівський фельдшерсько-акушерський пункт, санітарка                            |
| 10              | Четверик Андрій Миколайович   | 01.11.2010            | вища               | позапартійний                                 | Мезинський НПП, інженер з охорони                                                   |
| 11              | Четверик Микола Володимирович | 01.11.2010            | середня спеціальна | позапартійний                                 | Мезинський НПП, інспектор з охорони                                                 |